# سیلافلوفن
سیلافلوفن (به انگلیسی: Silafluofen) یک ترکیب شیمیایی با شناسه پاب‌کم ۹۲۴۳۰ است.